# Márcia Tauil
Márcia Soraia Tauil Braga Zamarian (Guaxupé, 2 de dezembro de 1968), mais conhecida como Márcia Tauil, é uma cantora, compositora e professora de canto brasileira.

## Biografia
Márcia nasceu em 2 de dezembro e foi radicada em Brasília. Atua como cantora, compositora, produtora e professora de canto, em formações de música popular.
Atuou ao lado de músicos como Roberto Menescal, Eduardo Gudin, Paulo César Pinheiro, Paulinho Nogueira, Danilo Caymmi, Emílio Santiago, Miúcha, Vânia Bastos, Sabrina Parlatore, Tavito, Cristovão Bastos, entre outros.

## Prêmios e reconhecimentos
Dentre os prêmios e reconhecimentos recebidos por ela, estão:
- 2019 - Troféu Grão de Música, na categoria Carreira e Trajetória
- 2017 - Melhor intérprete no Festival da Rádio Nacional
- 2013 - Troféu Novos Talentos Vocais em Mococa/SP
- 2013 - TOP Cinco melhores cantoras brasileiras da década - Blog Mais Cultura Brasileira
- 2009 - primeira bicampeã - Festival Viola de Todos os Cantos
- 2007 - primeira mulher a vencer como compositora - Festival Viola de Todos os Cantos

## Discografia
- 2022 - EP Pro Cristovão (Márcia Tauil, Cristovão Bastos e Felix Junior)
- 2021 - Álbum Pro Menesca vol.2 (Márcia Tauil e Felix Junior)
- 2020 - Álbum Pro Menesca (Márcia Tauil e Felix Junior)
- 2019 - Cd Melhor Agora (Melissa Mundim musicada por Márcia Tauil)
- 2018 - Cd Reginaldo Mil e parceiros na voz de Márcia Tauil (participações de Roberto Menescal e Zé Caradípia)
- 2016 - Cd Música Verde (com Jane Duboc, Vânia Bastos, Milton Guedes e outros)
- 2012 - Elas cantam Menescal (com Roberto Menescal, Cely Curado, Nathália Lima e Sandra Duailibe)
- 2009 - Viola de Todos os Cantos vol. 7 – (Vários artistas) - participação
- 2008 - Rádio USP Ribeirão Preto (Vários artistas) - participação
- 2008 - Ziquezaque (José Renato Fressato) – participação
- 2008 - Bruno Giorgi (Bruno Giorgi) – participação
- 2007 - Viola de Todos os Cantos vol. 5 (Vários artistas) - participação
- 2003 - Sementes no Vento (Márcia Tauil) (Ward Records - Japão)
- 2002 - Samba Brazil (Vários artistas) - participação
- 2002 - Sementes no Vento (Márcia Tauil) (Dabliú Discos - Brasil)
- 2001 - Primeiro Olhar (Cristina Saraiva) – participação
- 2001 - Ibiza Chill Mix (Vários artistas) – participação
- 2000 - Oriente (Kico Zamarian) – participação
- 1999 - Águas da Cidade (Márcia Tauil)